# Фрідман Валентин Олександрович
Валентин Олександрович Фрідман (рос. Валентин Александрович Фридман; нар. 1911 — пом. ?) — радянський футбольний суддя. Обслуговував ігри вищої ліги СРСР. Двічі входив до списку найкращих арбітрів країни: 1950 і 1951.
До 1951 року представляв Ленінград, потім — Таллінн. У 1970—1975 роках очолював Суддівську колегію м. Ленінграда.